# Estación Olavarría (Roca)
Olavarría es una estación ferroviaria que pertenece al Ferrocarril General Roca, en el ramal que presta servicio entre Plaza Constitución y Bahía Blanca, actualmente.

## Ubicación
Ubicada en el kilómetro 332 de la línea general del Ferrocarril General Roca, Olavarría está a mitad de camino de la traza desde Plaza Constitución a Bahía Blanca.
Hacia el sur la traza prosigue como doble vía sencilla para nueve kilómetros más adelante separarse en dos ramales independientes, los llamados «vía Lamadrid» y «vía Pringles». Por el primer ramal circulan trenes de carga de Ferroexpreso Pampeano; por el segundo transitan trenes de carga de Ferrosur. Ambas empresas de carga poseen la concesión de los respectivos ramales.
El ramal proveniente de Empalme Lobos, corre paralelo a la vía principal proveniente de Azul durante varios kilómetros del casco urbano para finalmente acoplarse a ésta metros antes de ingresar a la estación. Este ramal es utilizado por Ferrosur solo para acceder a una cantera cercana para cargar y descargar material.
Además, salen de la estación ramales de carga con destino a la fábrica LOSA y a las canteras de la zona de Loma Negra entre otros puntos de intercambio, operados por Ferrosur.

## Servicios
Es una de las bases operativas de Ferrosur Roca y uno de sus puntos de movimiento más importantes dentro de su red concesionada, que posee una gran playa de maniobras con depósito de locomotoras y talleres de reparación de material rodante y remolcado.